# 6707 Shigeru
6707 Shigeru è un asteroide della fascia principale. Scoperto nel 1988, presenta un'orbita caratterizzata da un semiasse maggiore pari a 2,2866766 UA e da un'eccentricità di 0,1782298, inclinata di 6,17863° rispetto all'eclittica.